# 방웨울루체체비
방웨울루체체비(Bangweulu tsessebe, 학명: Damaliscus superstes)은 우제목/경우제목 소과에 속하는 영양의 일종이다. 잠비아 북동부 지역에서 발견된다. 이 종은 박물학자 코터릴(F. Cotterill)이 다른 종과의 털과 두개골의 형태학적 차이를 기초로 방웨울루 평원 남부의 잠비아 동북부 지역에서 발견하여 신종으로 등록했다.